# Cratere Dinah
Dinah  è un cratere sulla superficie di Venere.